# Ускут (річка)
Ускут, Ускют (крим. Üsküt) — річка на південно-східному березі Криму, на території Ялтинського району Криму. Довжина річки 12,7 кілометра, площа басейну 75,1 км ². Витік річки знаходиться біля перевалу Кок-Асан, на південно-східному схилі Карабі-яйли Головного пасма Кримських гір.
Водний режим характеризується періодичним стоком, викликаним дощами і осінньо-весняним сніготаненням. Річка утворює невелику родючу долину, у верхній частині падаючи невеликими водоспадами, що має ще й другу назву — Карасубазарська балка — завдяки дорозі з морського берега в Карасубазар яка проходить по ній. На річці розташоване велике село Привітне, за 1,8 км від гирла впадає єдина значна притока Арпат.